# Atelospatangus
Atelospatangus is een geslacht van uitgestorven zee-egels uit de familie Loveniidae.

## Soorten
- Atelospatangus magnus Szörényi, 1963 †